# Megacormus segmentatus
Espèce
Megacormus segmentatus est une espèce de scorpions de la famille des Euscorpiidae.

## Distribution
Cette espèce est endémique du Veracruz au Mexique. Elle se rencontre vers Atoyac, Fortín et Xalapa.

## Description
La femelle  holotype mesure 33 mm.
Le mâle décrit par Sissom en 1994 mesure 30,75 mm.

## Publication originale
- Pocock, 1900 : Some new or little-known neotropical Scorpions in the British Museum. Annals and Magazine of Natural History, ser. 7, vol. 5, p. 469-478 (texte intégral).